# Ван Цзинхун
Ван Цзинхун (кит. упр. 王景弘, пиньинь Wáng Jǐnghóng; ? — 1434 или 1435) — китайский евнух, занимавший один из ключевых постов в плаваниях китайского флота в Юго-Западную Азию и Индийский Океан в 1405—1433 г. Его часто считают вторым по значимости человеком в этих плаваниях, после Чжэн Хэ, с чьим именем эти экспедиции обычно связываются.
Известно, что при императоре Юнлэ Ван Цзинхун принимал участие в первых трёх плаваниях флота Чжэн Хэ.
В 1425 г, при императоре Хунси (Чжу Гаочи), планировавшем перенос столицы из Пекина обратно в Нанкин, Ван Цзинхун упоминается в числе евнухов (во главе с Чжэн Хэ), которым были поручены командование гарнизоном Нанкина и ремонт Нанкинского императорского дворца.
Во время 7-го плавания Чжэн Хэ (1431—1433), Ван Цзинхун был одним из двух «главных послов» (то есть руководителей экспедиции), наравне с Чжэн Хэ.
В 1434 г., суматранский король послал своего брата, чьё имя известно из китайских источников как Халичжихань (кит. упр. 哈利之汉, пиньинь Halizhihan), с данью к императору Сюаньдэ. В Пекине суматранский посланец заболел и умер. Когда на следующий год Ван Цзинхун отправился на Суматру, чтобы передать суматранскому королю соболезнования от китайского императора, он погиб при кораблекрушении возле берегов Явы.

## В легендах
Ван Цзинхун почитается яванскими китайцами (хуацяо). Согласно местным легендам, Ван Цзинхун был главным штурманом Чжэн Хэ; во время 5-го плавания китайского флота Ван Цзинхун заболел, и Чжэн Хэ провёл 10 дней в пещере на Яве, лично заботясь о своём помощнике.
Затем флот Чжэн Хэ уплыл, но Ван Цзинхун с группой моряков и одним кораблём на некоторое время остался на Яве, занимаясь земледелием, торгуя золотом, и проповедуя ислам.
По легендам же, Ван Цзинхун умер на Яве в возрасте 78 лет и был похоронен по мусульманскому обычаю. В пещере же близ города Семаранг, где Ван и Чжэн в своё время останавливались, был сооружён китайский храм в честь Чжэн Хэ.